# Государственные награды РСФСР
Государственные награды РСФСР — государственными наградами Российской Советской Федеративной Социалистической Республики за особые заслуги в государственном, хозяйственном и социально-культурном строительстве, укреплении обороны страны являлись:
- Почётная Грамота Президиума Верховного Совета РСФСР
- Почётные звания РСФСР

В соответствии с Конституцией РСФСР Почётной Грамотой Президиума Верховного Совета РСФСР награждал, а почётные звания РСФСР устанавливал и присваивал Президиум Верховного Совета РСФСР.
При награждении государственными наградами РСФСР вид награды определялся характером и степенью заслуг награждаемого.
О награждении Почётной Грамотой Президиума Верховного Совета РСФСР, присвоении почётных званий РСФСР Президиум Верховного Совета РСФСР издавал указы, которые публиковались для всеобщего сведения в «Ведомостях Верховного Совета РСФСР» и в иных органах печати.
Лишение Почётной Грамоты Президиума Верховного Совета РСФСР, почётного звания РСФСР могло быть произведено только Президиумом Верховного Совета РСФСР в случаях:
- осуждения за тяжкое преступление лица, награждённого государственной наградой РСФСР, — по представлению суда на основании и в порядке, установленных законодательством;
- совершения лицом проступка, порочащего его как награждённого, — по представлению органа, обладающего правом внесения представлений о награждении;
- лишения награждённого гражданства СССР.

О лишении государственных наград РСФСР Президиум Верховного Совета РСФСР издавал указы.
В настоящее время лишение государственных наград производится только по решению суда.